# تیلور آرمسترانگ
تیلور آرمسترانگ (به انگلیسی: Taylor Armstrong) با نام تولد شانا لینت هیوز (به انگلیسی: Shana Lynette Hughes) (زاده ۱۰ ژوئن ۱۹۷۱) شخصیت تلویزیونی و چهره رسانه‌ای آمریکایی است.
او فردی است که در میم اینترنتی معروف زنی که سر یک گربه فریاد می‌زند حضور دارد.